# Droga wojewódzka nr 270
Droga wojewódzka nr 270 (DW270) – droga wojewódzka o długości 51 km łącząca Koło z Brześciem Kujawskim. Droga przebiega przez dwa powiaty: kolski (gminy: miasto Koło, Koło i Babiak) i włocławski (gminy: Izbica Kujawska, Lubraniec i Brześć Kujawski).

## Większe miejscowości leżące przy trasie DW270
- Koło (ludność: 22 965)
- Wrząca Wielka (ludność: 480)
- Brdów (ludność: 910)
- Izbica Kujawska (ludność: 2 771)
- Lubraniec (ludność: 3 344)
- Brześć Kujawski (ludność: 4 594)